# نحل مشعرات الأرجل
مشعرات الأرجل (الاسم العلمي: Dasypoda)، وهي أحد أجناس النحل من فصيلة الملیتینة [الإنجليزية].